# Gong Gong
Gong Gong (en chino, 共工; pinyin, Gòng Gōng) es un Dios chino del agua creído como responsable de las inundaciones junto con su compañero Xiang Yao (相繇), que, conforme a la mitología china, tiene nueve cabezas y cuerpo de serpiente. En el Tongjian Waiji (通鑒外紀, Tōngjiàn Wàijì) se dice que era, junto con Fuxi (el Dios de la escritura) y Shennong (el Dios de la agricultura), uno de los tres augustos míticos de China. Se dice que habitaba en lo que actualmente es el distrito de Hui de la provincia de Henan. Fue originado en el agua, por la pureza de estas.
Según la mitología china Gong Gong se sintió avergonzado por haber perdido en la lucha por el trono del cielo y en un arranque de ira golpeó su cabeza contra el monte Buzhou (不周山, Bùzhōu shān), uno de los pilares que sostenían el cielo. Nüwa se encargó de repararlo.
- Datos: Q242756
- Multimedia: Gonggong / Q242756